# Potsdam
Potsdam er hovedstaden i delstaten Brandenburg. Byen ligger sydvest for Berlin midt i et landskab med talrige søer og skove og betragtes nærmest som en del af Berlin. Slottet og parkanlæggene danner det såkaldte kulturlandskab Potsdam. Dette blev i 1990 optaget på UNESCOs liste over verdenskulturarven. Potsdam ligger omgivet af et parkanlæg fra det 18. og 19. århundrede, parken ved slottet Sanssouci, ”Neuer Garten” og forstaden Babelsberg.

## Eksterne kilder og henvisninger
- Wikimedia Commons har flere filer relateret til Potsdam